# Plouvien

Plouvien este o comună în departamentul Finistère, Franța. În 1 ianuarie 2022 avea o populație de 3.930 de locuitori.